# Fotografia subaquàtica

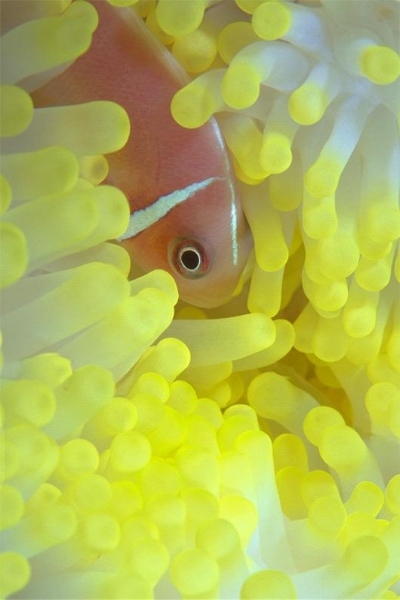
Macrofotografia subaquàtica d'un peix pallasso rosa protegint-entre els tentacles d'una anemone.

La fotografia subaquàtica és la tècnica fotogràfica desenvolupada per a realitzar fotografies sota l'aigua. Té aplicacions estètiques, periodístics (esports aquàtics) i científiques (arqueologia subaquàtica, biologia marina o d'aigües continentals, ecologia i oceanografia).

## Dificultats tècniques

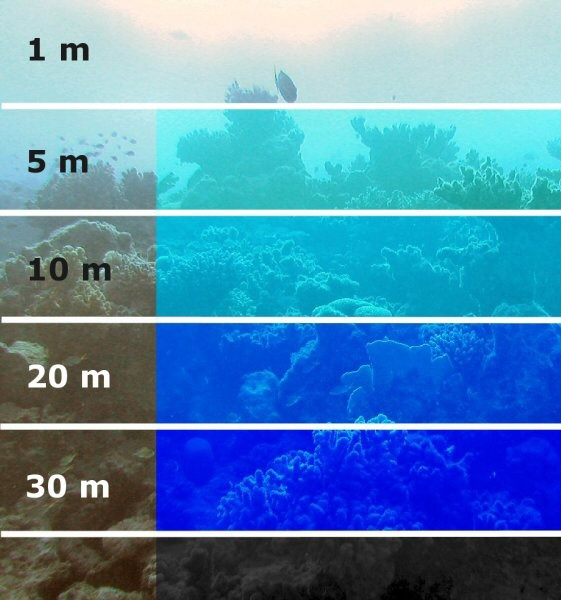
Disminució de la intensitat lluminosa amb l'augment de profunditat.

Les dificultats fotogràfiques que planteja el medi subaquàtic als fotògrafs són:

### Alta pressió
L'alta pressió, que fa que els equips fotogràfics han de ser no només estancs sinó resistents a la pressió, o bé protegits a l'interior de caixes estanques especials. Si s'utilitzen càmeres fotogràfiques convencionals, caldrà protegir en una caixa especial per a poder manejar-les sense que es mullin. El fet que aquestes càmeres no han estat dissenyades per a prendre imatges subaquàtiques, s'ha de tenir precaució amb els nivells d'immersió per a evitar danys irreparables a causa dels nivells de pressió.

### Flaix
L'ús del flaix sovint es considera com l'aspecte més difícil de la fotografia submarina. Hi ha algunes idees errònies sobre l'ús adequat del flaix sota l'aigua, especialment pel que fa a la fotografia de gran angular. En general, el flaix s'ha d'utilitzar per complementar l'exposició i restaurar el color perdut, no com a font de llum primària. En situacions com a l'interior de les coves o els naufragis, les imatges de gran angular poden ser completament preses amb el flaix, però aquestes situacions són poc comunes. Normalment, el fotògraf intenta crear un equilibri entre la llum solar i l'estroboscopi. Els entorns de visió profunda, fosca o de baixa visibilitat poden fer que aquest equilibri sigui més difícil, però el concepte segueixen sent el mateix. Moltes càmeres modernes han simplificat aquest procés a través de diversos modes d'exposició automàtics i l'ús de mesurament de la lent. L'ús creixent de les càmeres digitals ha reduït significativament la dificultat del flaix submarí, ja que l'usuari pot revisar fotos i fer ajustos al moment.

El color s'absorbeix a mesura que viatja a través de l'aigua, de manera que com més profund sigui, menys vermells, taronges i colors grocs queden. El flaix reemplaça aquest color. També ajuda a proporcionar ombra i textura, i pot ser una eina valuosa per a la creativitat.

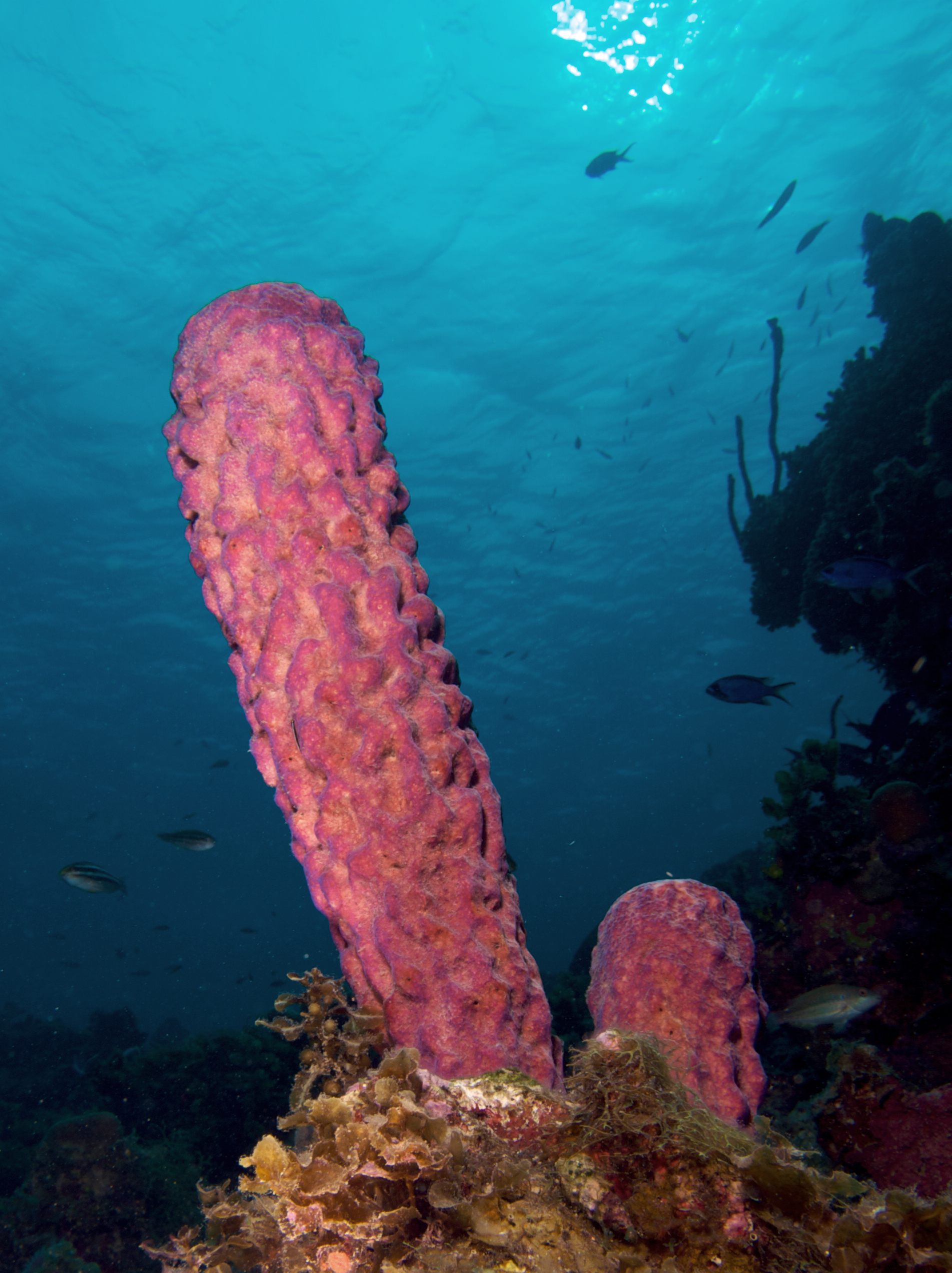
Fotografia angular d'un corall.

Una complicació afegida és el fenomen del “backscatter”, on el flaix reflecteix partícules o plàncton a l'aigua. Fins i tot, l'aigua aparentment clara conté grans quantitats d'aquest material, encara que no es pugui veure fàcilment a simple vista. La millor tècnica per evitar el “backscatter” és posicionant el flaix lluny de la lent de la càmera. Idealment, això significa que el flaix no il·luminarà l'aigua directament davant de la lent, però enfocarà l'objectiu. Diversos sistemes de braços articulats i accessoris s'utilitzen per facilitar la manipulació dels flaixos externs.
Quan s'utilitzen lents macro, els fotògrafs tenen més tendència de fer servir llum de flaix per a l'exposició. El subjecte acostuma a estar a prop de la lent, i normalment la llum del sol no és suficient.
Hi ha hagut alguns intents d'evitar l'ús de flash totalment, però aquests han fracassat en la seva majoria. En aigües poc profundes, l'ús del balanç de blancs personalitzat proporciona un color excel·lent sense l'ús de flaix. En teoria, es poden utilitzar filtres de color per superar el canvi de verd a blau, però això mateix comporta molts problemes. El canvi varia amb la profunditat i la terbolesa de l'aigua, i això pot comportar una pèrdua significativa de contrast. Moltes càmeres digitals tenen configuracions que proporcionen un equilibri de color, però això pot causar altres problemes. Per exemple, una imatge modificada cap a la part "calenta" de l'espectre pot fer que l'aigua de fons aparegui gris, violeta o rosa, i no es veu natural. Hi ha hagut experiments exitosos utilitzant una combinació de filtres amb la imatge en format "RAW" en algunes càmeres digitals de gamma alta, que permeten una manipulació més detallada. Aquest enfocament probablement no serà necessari en profunditats més baixes, on la pèrdua de color és menys extrema. En lloc d'això, pot ser eficaç per a grans assumptes com ara naufragis que no es podrien il·luminar efectivament amb el flaix.
Encara que les càmeres digitals han revolucionat molts aspectes de la imatge submarina, és poc probable que el flaix s'elimini completament. Des del punt de vista estètic, el flaix fa èmfasi en el subjecte i ajuda a separar-lo del fons blau, especialment en aigües profundes. En última instància, la pèrdua de color i contrast és un problema òptic omnipresent i que no sempre es pot ajustar en el programari com el Photoshop.

### Color i contrast
Un altre obstacle, a què s'enfronten els fotògrafs submarins és la pèrdua de color i contrast quan estan submergits a una profunditat significativa. Les llargues longituds d'ona de la llum del sol (com el vermell o el taronja) s'absorbeixen ràpidament per l'aigua que l'envolta, de manera que fins i tot a ull nu tot apareix de color blau-verd. La pèrdua de color augmenta no només verticalment a través de la columna d'aigua, sinó també horitzontalment, de manera que els subjectes més allunyats de la càmera també apareixen sense color i difícil d'identificar. Aquest efecte es produeix en aigües aparentment clares, com la que es troba al voltant dels esculls de corall tropical.
Els fotògrafs submarins resolen aquest problema combinant dues tècniques. El primer és aconseguir la càmera el més propera possible al subjecte fotogràfic, minimitzant la pèrdua horitzontal del color. Molts fotògrafs submarins consideren inacceptable més d'un metre. La segona tècnica és l'ús d'un flaix per restaurar el color perdut a la profunditat. Si el flaix, s'utilitza eficaçment, "pinta" els colors que falten proporcionant una llum visible d'espectre total a l'exposició general.
Un altre efecte ambiental és el ventall de visibilitat. L'aigua és poc clara i òptima, i la matèria dissolta i suspesa pot reduir la visibilitat tant per absorció com per dispersió de la llum.
*La difracció de l'aigua fa que els objectius fotogràfics augmentin la seva longitud focal respecte a la que tenen en la fotografia subaèria; dificultant la bona presa d'imatges.

## Història

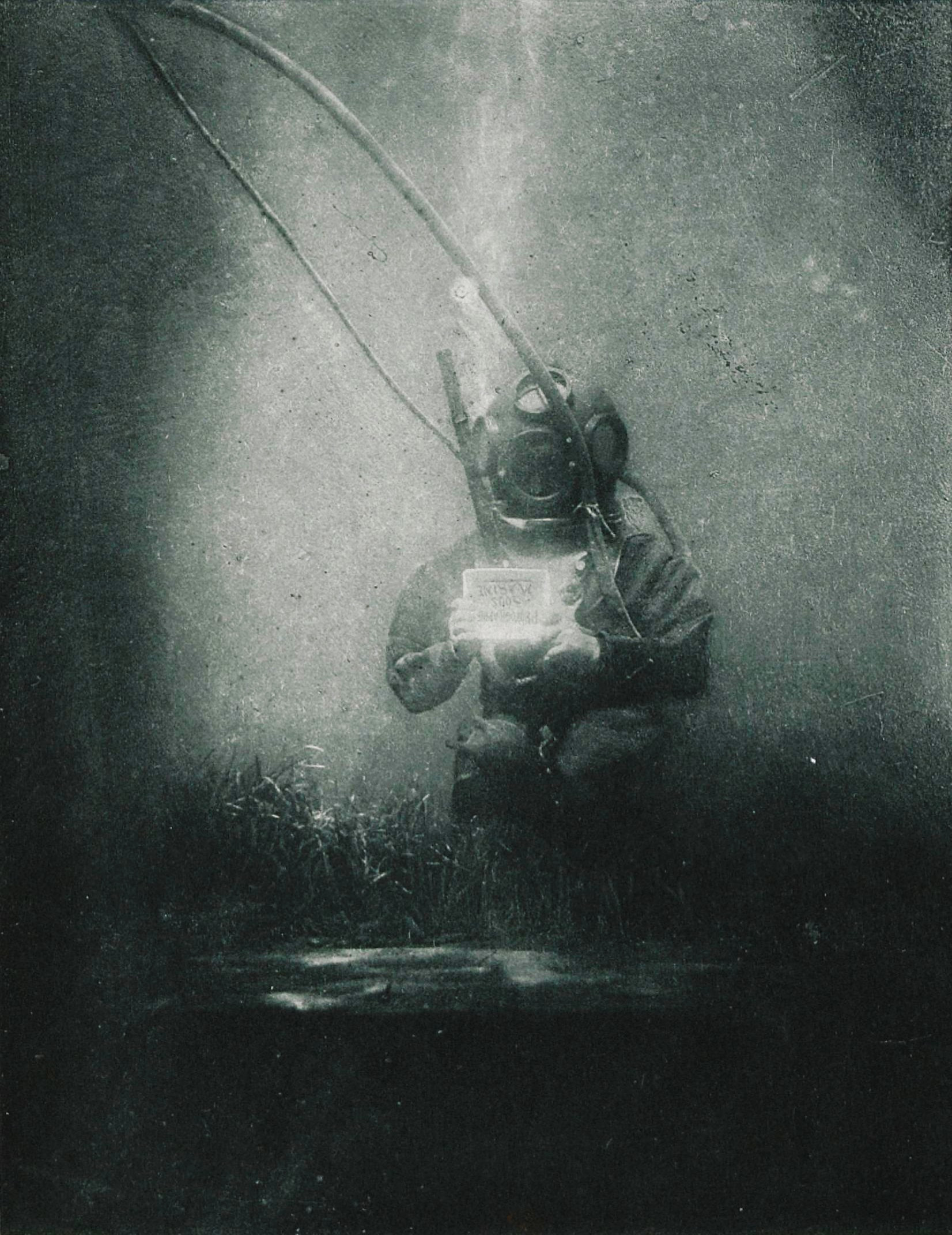
Submarinista Emil Racovitza essent fotografiat l'any 1899 per Louis Boutan a l'Observatori d'Oceanologia de Banyuls-sur-Mer, a França.

William Thompson, juntament amb el seu company i amic Kenyon van construir una caixa metàl·lica en la qual van inserir una càmera fotogràfica. El seu objectiu principal era poder prendre fotografies submarines a Weymouth Bay, Anglaterra. Les exposicions que van prendre es van realitzar en plaques de vidre de 4 per 5 polzades; a més a més, l'obturador de velocitat s'activava des de la superfície.
Per molt poc elegants que fossin les imatges capturades en blanc i negre a Weymouth Bay, no va deixar de ser un fet sense procedents, ja que s'havia aconseguit fer la primera fotografia aquàtica només 20 anys després de la primera fotografia, i quasi 40 anys abans que es realitzés la primera imatge de busseig.
I és que no va ser fins a l'any 1893 quan el científic francès Louis Boutan va aconseguir prendre la primera fotografia de busseig, gràcies a la creació d'un petit habitatge hermètic per una càmera de dimensions molt reduïdes. En aquest cas, la mida del marc de la primera càmera submarina era de 5 per 7 polzades i tenia un temps d'exposició de 30 minuts (no segons).
Boutan es va adonar ràpidament de les limitacions de la fotografia aquàtica a llum natural, raó per la qual va proposar utilitzar la llum artificial per tal de capturar imatges submarines. Per aquesta raó, va demanar assistència als laboratoris de Banyuls-sur-Mer, França, per desenvolupar una mena d'estroboscopi format per una làmpada d'alcohol en un barril ple d'oxigen, sobre del qual s'enviava un cop de magnesi per activar el flaix. És per això que molts especialistes consideren Boutan el creador del “flaix submarí”.
La càmera del francès era un instrument capaç de suportar la pressió zero, que comptava amb una bufeta d'aire comprimible; aquesta estructura va ser tan important que actualment es continua emprant. A més a més, és important esmentar que Louis Boutan també va participar en els dissenys originals dels primers equips de busseig.
El 1922, el malacòleg estatunidenc Paul Bartsch (1871-1960) va inventar una de les primeres càmeres subaquàtiques per a poder documentar els seus estudis de mol·luscs. A la mateixa època William Harding Longley estudiava peixos i cercava un mètode de fotografiar-los en color i al seu seu hàbitat natural. Va fotografiar objectes estacionaris com corals, anemones i vistes de la costa. Tot i això, li calia una exposició de més de deu segons i les imatges resultaven fosques. En no obtenir el resultat desitjat, Longley va optar per utilitzar pols de magnesi, una substància altament explosiva, per il·luminar sota l'aigua, i obtenir imatges amb més il·luminació i color. Un cop revelades les imatges, aquestes presentaven els peixos d'una manera summament clara i acolorida.
Les primeres càmeres subaquàtiques comercialitzades fora de l'àmbit científic van aparèixer vers l'any 1960. Es tractava d'una petita càmera, que tenia com a nom Calypsophot i en el desenvolupament i comercialització va tenir una participació imprescindible un home la vida ha estat sempre relacionada amb el món submarí, Jacques-Yves Cousteau. Era una càmera amfíbia de construcció resistent a la immersió a l'aigua fins a 40 m, de visor independent, no rèflex, i que produïa error de paral·lelatge (perquè no es veu exactament el que es fotografia). Això s'aconseguia gràcies a unes juntes tòriques d'estanquitat, que impedien la penetració de l'aigua per les zones mòbils i articulades del cos de la càmera i dels objectius. Aquestes càmeres es van mantenir a la venda, amb diferents versions modernitzades i sota el nom de sèrie "Nikonos"-que va abastar des de la sèrie I fins a la V-fins a l'any 2002, en què va deixar de fabricar l'últim model de la saga, la Nikonos V. Encara actualment es poden trobar aquestes càmeres en el mercat de segona ma.
Encara que la Nikonos ha estat l'emblema de les càmeres amfíbies, no ha estat l'única, i altres empreses també n'han fabricat, com la Motormarine de SEA & SEA, Canon, Minolta entre d'altres.
Amb l'aparició de la càmera rèflex, es va optar per una nova solució. Construir caixes estanques (mitjançant juntes tòriques d'estanquitat) per introduir-hi alguns models de càmeres rèflex i posar en la superfície de la caixa uns comandaments que la travessessin i ens permetessin accionar els de la mateixa càmera fotogràfica. Amb això s'aconseguien importants avenços en la realització de les fotografies, ja que a més de la visió rèflex (a través del mateix objectiu de la càmera), es podien fer servir tots els automatismes que posseeixen aquestes càmeres i dels que no tenien les càmeres amfíbies. Aquesta és la forma en què s'han realitzat la majoria de les fotografies subaquàtiques, i encara se segueixen fent actualment, que es poden veure publicades a les revistes especialitzades en temes submarins.
No obstant això, en els últims anys, la popularització de la fotografia digital i el submarinisme ha propiciat l'aparició d'una enorme quantitat de càmeres fotogràfiques digitals de format compacte, per a moltes de les quals es ven com a accessori una petita caixa estanca que permet el seu ús sota l'aigua fins a les profunditats en què se sol practicar el busseig esportiu. La popularització d'aquest sistema fotogràfic ningú la posa en dubte, degut en gran part als avantatges que presenta sobre la fotografia química. Entre elles cal citar:
- Capacitat de targeta de memòria respecte dels 36 fotogrames;
- Visualització immediata de la fotografia realitzada a la pantalla TFT que posseeixen aquestes càmeres;
- Millor respostes en condicions fotogràfiques de baixa lluminositat, cosa habitual sota l'aigua, el que permet realitzar fotografies sense "flash" o "d'ambient".

## Motius fotogràfics
En general, sota l'aigua es fan tres tipus principals de fotografies:
- Fotografia d'ambient, en què s'intenta reflectir l'aspecte general que ofereixen els diferents tipus de fons marins ( ig , esculls coral·lins, vaixells enfonsats, restes de construccions humanes, praderies d'algues, fons sorrencs). En aquest tipus de fotografia, se sol col·locar una figura humana, perquè ofereixi una idea de les proporcions dels diferents elements que es poden veure a la fotografia.
- Fotografia de fauna, principalment peixos, encara que no exclusivament, ja que en aquest tipus es poden incloure des de multitud d'espècies d'invertebrats fins als grans mamífers marins, rèptils com les tortugues i serps de mar o aus com els pingüins, gavines, corbs marins, ...
- Macrofotografia o fotografia dels petits animals que viuen en l'aigua, o detalls d'aquests o de la vegetació marina és el que s'anomena fotografia d'aproximació. Aquest és un dels tipus més agraïts de fotografia subaquàtica, ja que encara en males condicions fotogràfiques, amb aigua tèrbola, sol ser possible fer aquestes fotografies, pel fet que la distància existent entre l'objectiu de la nostra càmera i l'objecte fotografiat és mínima, de manera que la terbolesa de l'aigua, si no és extrema, no és un impediment insalvable.

## Primera pel·lícula amb imatges subaquàtiques
La primera pel·lícula que conté imatges subaquàtiques és "20.000 llegües de viatge submarí" (20,000 Leagues Under the Sea). Un film que dura 105 minuts, de gènere d'aventures i que pertany al cinema mut. Va ser produït als Estats Units el 1916 pel director britànic Stuart Paton. És una adaptació de la novel·la de Jules VerneVa tenir certes dificultats per les mateixes limitacions que té el cinema mut (economia de diàlegs) a més de la tecnologia insuficient del moment. Per fer aquesta pel·lícula, els germans George i Ernest Williamsonvan crear un sistema de tubs hermètics i miralls que van permetre el desenvolupament del rodatge d'escenes submarines en aigües poc il·luminades per la llum solar.

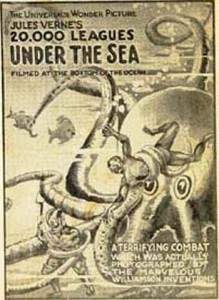
Cartell publicitari de la pel·lícula

## Efectes físics que afecten a la llum
Sota l'aigua, la llum cobra una dimensió especial a causa d'uns certs fenòmens que afecten directament al seu comportament i al resultat que aconseguirem. L'aigua actua com a filtre natural de la llum, en arribar la llum solar a la superfície de l'aigua i entrar-hi es produeixen els següents quatre efectes físics:
1. Reflexió: La posició del sol respecte a la superfície de l’aigua fa que els rajos solars entri o reflecteixin sobre ella. Quan l’angle d’incidència de llum és menor, es reflecteix més quantitat de llum, quan és major, és a dir, com més perpendicular sigui l’angle sobre la superfície de l’aigua, més quantitat entrarà. Les condicions de la superfície també són un factor que determina la reflexió, amb moltes onades la quantitat de rajos que reflectirien serien majors als que entrarien.
2. Refracció: La llum és una forma d’ona i en entrar en contacte amb l’aigua, es refracta, és a dir, canvia de direcció. Aquest fenomen és degut al canvi de velocitat de la llum que es produeix en passar d’un medi (aire) a un altre (aigua), ja que en tenir diferents densitats fa que la velocitat canviï i es desviïn els rajos de llum. L’angle d’incidència dels rajos de llum també intervé a l’hora de què es produeixi un major o menor canvi de direcció. Aquest efecte físic afecta directament a la nostra percepció (és un fenomen òptic) sigui amb una màscara de busseig o amb una càmera amb carcassa plana. Per tant, veurem les imatges més ampliades. Es veurà variada la focal dels objectius i, per poder saber amb exactitud la nova focal resultant cal multiplicar aquesta per 1,3. Per exemple, un objectiu de 100 mm es convertiria per l’efecte de la refracció en un objectiu 130 mm. D’aquesta manera, si volguéssim fotografiar la mateixa escena, caldria allunyar-nos del subjecte i com a resultat, estaríem afegint més massa d’aigua entre el subjecte i la càmera. Aquest augment de massa d’aigua equival a menys quantitat de llum en la imatge i més possibilitat de fotografiar les partícules en suspensió.
3. Absorció: L’aigua actua com a filtre natural que rebaixa la intensitat dels colors. Per tant, es transforma la temperatura del color. Els de major longitud d’ona (corresponents a l’espectre càlid) són els que desapareixen abans. L’espectre lumínic de llum blanca està compost per diverses freqüències que van des de l’espectre infraroig fins a l'ultraviolat; entre aquests dos extrems es troben les freqüències visibles, anant des dels vermells als blaus, passant pels taronges, grocs, verds i cian.[12] A mesura que s'arriba als 35-40 metres de profunditat tot comença a tenir una dominant blava. Aquestes profunditats són aproximades i poden variar en funció de l’hora del dia, la quantitat de llum solar i la claredat de l’aigua.
4. Dispersió: Un gran inconvenient per a la fotografia submarina és la dispersió, els reflexos que generen les petites partícules en suspensió a causa de la il·luminació, sigui natural o per la llum dels flaixos actuen com a “barrera” contra la llum. Cada partícula que s'il·lumina suposa un feix de llum que no passa i no arriba al seu destí, podent així arruïnar la foto. Exemples de partícules en suspensió són: el plàncton, éssers diminuts, brutícia... En el cas d’haver-hi moltes partícules en suspensió, faci el que es faci, sortiran a la fotografia.

## Equipament
Algunes càmeres estan fetes per utilitzar-les sota l'aigua, incloses les modernes càmeres digitals impermeables. La primera càmera amfíbia va ser la Calypso, reintroduïda com a Nikonos l'any 1963. La gamma Nikonos va ser dissenyada específicament per utilitzar-la sota l'aigua. Nikon va acabar la sèrie Nikonos l'any 2001[1] i el seu ús ha disminuït, igual que el d'altres sistemes de pel·lícules de 35 mm. Sea and Sea USA va fabricar el Motor Marine III, una càmera amfibia de telèmetre per a pel·lícules de 35 mm

### Carcasses subaquàtiques
Les càmeres fetes per a treballs en sec també poden funcionar sota l'aigua, protegides per carcasses addicionals, que estan fetes per a càmeres compactes amb controls d'exposició total i càmeres reflex d'una sola lent (SLR). La majoria d'aquestes carcasses són específiques per al model de càmera. Els materials van des de plàstic modelat per injecció, relativament econòmic fins a fosos a pressió o mecanitzats d'alumini massís de preu més elevat. Les carcasses permeten moltes opcions: els usuaris poden triar carcasses específiques per a les seves càmeres "terrestres", quotidianes, i utilitzar qualsevol objectiu, sempre que s'ajusti o utilitzin l'accessori de port de lent adequat. Els fotògrafs submarins utilitzen generalment lents gran angular o macro, que permeten un enfocament proper i, per tant, una distància més curta al subjecte, la qual cosa redueix la pèrdua de claredat a la dispersió. Els mitjans digitals poden contenir moltes més fotografies que la pel·lícula estàndard (que poques vegades té més de 36 fotogrames per rotlle). Això dona un avantatge a les càmeres digitals, ja que no és pràctic canviar la pel·lícula sota l'aigua. També s'apliquen altres comparacions entre la fotografia digital i la cinematogràfica, i l'ús de la pel·lícula sota l'aigua ha disminuït, com a terra. Tampoc és possible canviar les lents normals sota l'aigua, tot i que algunes extensions de teleobjectiu, ull de peix i macro que es poden connectar humits estan disponibles per a algunes carcasses.
Les carcasses submarines tenen botons de control que arriben a la càmera a l'interior, permetent l'ús de la majoria de les seves funcions normals. Aquestes carcasses també poden tenir connectors per connectar unitats de flaix externs. Algunes carcasses bàsiques permeten l'ús del flaix a la càmera, però és possible que el flaix incorporat no sigui prou potent o no estigui ben col·locat per utilitzar-lo sota l'aigua. Les carcasses més avançades redireccionen l'estroboscopi per disparar, la llum estroboscópica mitjançant un cable de fibra òptica. Les carcasses es fan impermeables per silicona o altres juntes tòriques d'elastòmer als tancaments i, on els eixos de control i els polsadors passen a través de la carcassa. Les carcasses de gamma alta poden utilitzar juntes tòriques dobles en molts dels polsadors i eixos crítics per reduir el risc de fuites, que poden destruir l'electrònica de les càmeres. Algunes càmeres són inherentment impermeables o submergibles fins a poca profunditat; quan es troben en carcasses submergibles, les conseqüències d'una petita fuita generalment no són greus.

### Formats de càmera
La majoria dels tipus de càmeres digitals tenen alguna aplicació submarina. Els que s'utilitzen habitualment són els models per als quals hi ha carcasses subaquàtiques disponibles o que són inherentment impermeables, com ara càmeres compactes resistents, que es poden utilitzar a poca profunditat sense carcassa, però tenen carcasses disponibles per a majors profunditats.
- Les càmeres compactes, tenen una gran versatilitat pel que fa a la distància focal, tendeixen a tenir un gran angle a teleobjectiu amb capacitats macro fent que aquestes funcions estiguin disponibles sense necessitat de canviar les lents, cosa que no es pot fer durant una immersió. Tot i que hi ha accessoris de canvi humit disponibles per augmentar o disminuir la distància focal i per a una major ampliació, els compactes resistents de la generació 2020 ja tenen una capacitat d'enfocament molt propera inherent i un extrem baix d'angle força ampli de la distància focal.
- Les càmeres d'acció són populars entre els bussejadors que volen un registre de la immersió, però no la càrrega de tasques d'operar els controls de la càmera. La càmera es pot agafar a mà per a la seva versatilitat, o es pot muntar al cap per veure'ls en primera persona, o muntar-se en altres equips, com un vehicle de propulsió de bussejador.
- Les càmeres de lents intercanviables sense mirall i les càmeres reflex digitals d'una sola lent tenen una gamma d'aplicacions molt similar, principalment per a treballs de gamma alta, on el fotògraf vol la millor qualitat d'imatge possible i té les habilitats i ganes de posar l'esforç necessari i accepta la limitacions d'estar enganxat amb la mateixa lent durant tota la immersió i gestionar equips voluminosos. Aquests formats s'utilitzen gairebé sempre amb grans sistemes d'il·luminació exterior que es necessiten en la majoria de les circumstàncies per obtenir els millors resultats. Amb el format s'associa una inversió de capital relativament gran en equip.